# Метлика (Кырджалийская область)
Метлика (болг. Метлика) — село в Болгарии. Находится в Кырджалийской области, входит в общину Крумовград. Население составляет 125 человек.

## Политическая ситуация
В местном кметстве Метлика, в состав которого входит Метлика, должность кмета (старосты) исполняет Айше Мехмед Юсуф (Движение за права и свободы (ДПС)) по результатам выборов правления кметства.
Кмет (мэр) общины Крумовград — Себихан Керим Мехмед (Движение за права и свободы (ДПС)) по результатам выборов в правление общины.